# Nghi Long
Nghi Long là một xã thuộc huyện Nghi Lộc, tỉnh Nghệ An, Việt Nam.
Xã có diện tích 6,58 km², dân số năm 2007 là 6.812 người, mật độ dân số đạt 1.035 người/km².